# Koranska Strana
Koranska Strana – wieś w Chorwacji, w żupanii karlowackiej, w gminie Barilović. W 2011 roku liczyła 11 mieszkańców.